# HD 172991
HD 172991，又名CD-3912864，SAO 210518、HR 7031，是一颗恒星，视星等为5.43，位于銀經356，銀緯-15.77，其B1900.0坐标为赤經18h 38m 0.4s，赤緯-39° -15.77′ 11″。